# Croque

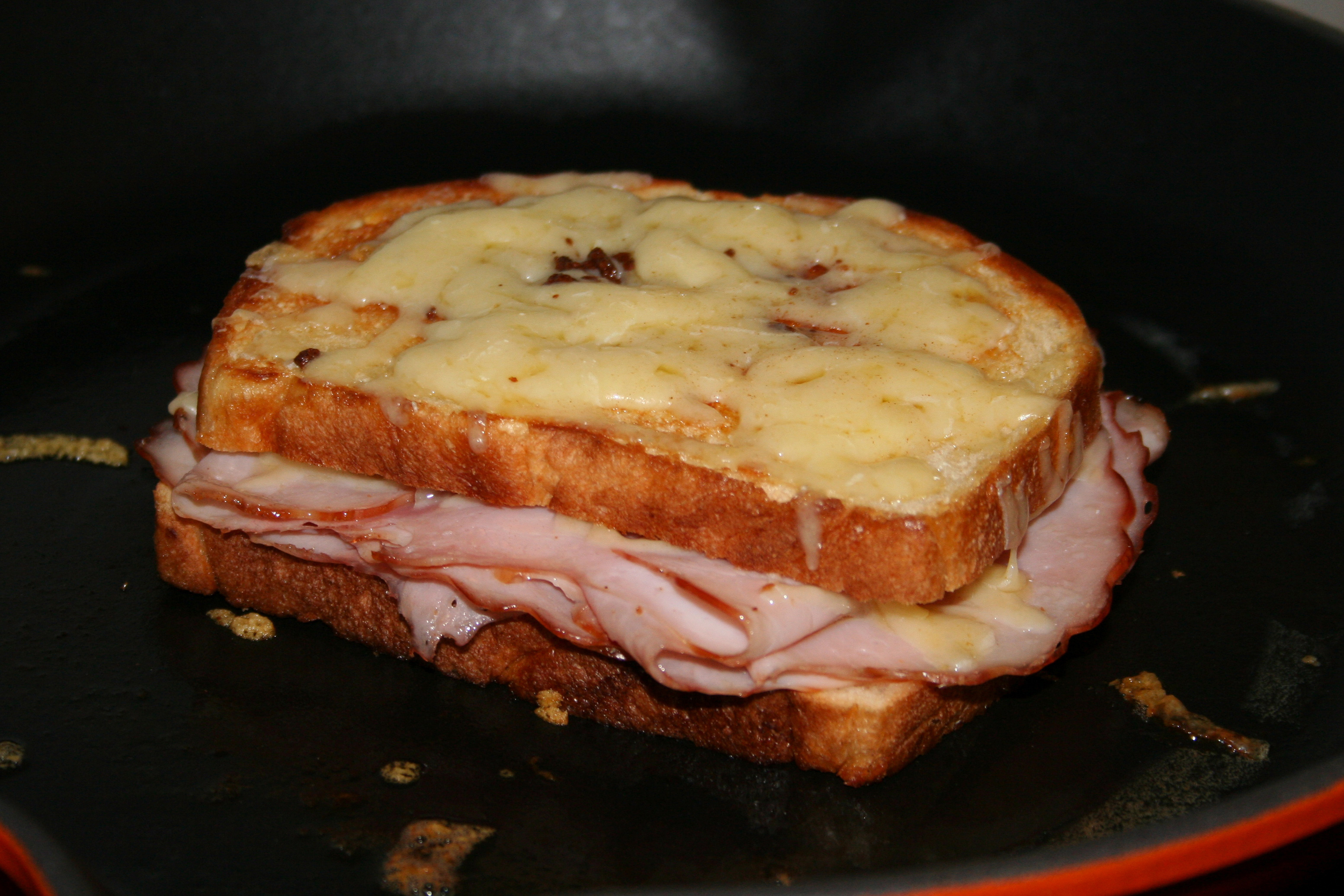
Französischer Croque Monsieur

Ein Croque (von franz. croquer ‚knacken, krachen, beißen‘) ist die französische Variante des Sandwiches. Erstmals nachweisen lässt sich dieser Imbiss auf der Speisekarte von 1910 eines Pariser Cafés. Die erste literarische Erwähnung von Croque Monsieur findet sich in Prousts Auf der Suche nach der verlorenen Zeit von 1918.

## Croque in Frankreich

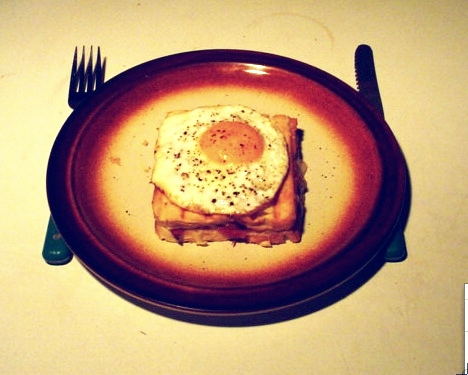
Französischer Croque Madame

Beim Croque Monsieur und dem Croque Madame werden Käse (meist Emmentaler, Greyerzer oder Comté) und Kochschinken zwischen zwei Toastbrotscheiben gelegt und mit Béchamelsauce  bestrichen. Das zusammengelegte Brot wird mit geriebenem Käse bestreut und im Ofen oder im Salamander überbacken.
Auf die „Madame“-Variante kommt noch ein Spiegelei. Eine beliebte Variation ist das Eintauchen der zuvor gebräunten (z. B. gegrillten) Brotscheiben in gequirltes Ei vor dem Backen.

## Croque in Norddeutschland

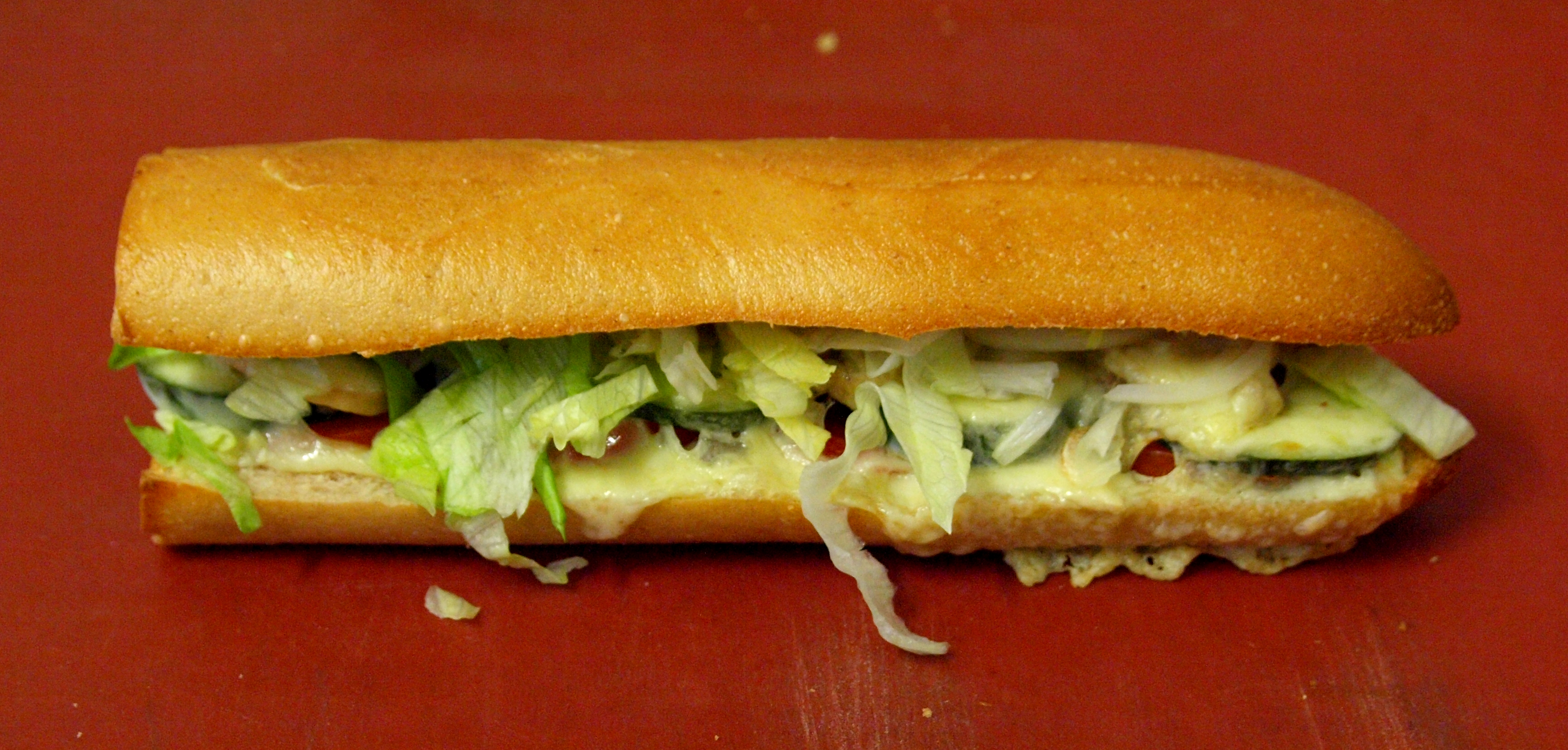
Croque, wie er in Norddeutschland serviert wird, hier ohne Remoulade

In Norddeutschland werden als Croque mit verschiedenen Zutaten belegte und anschließend mit Käse überbackene Baguettes bezeichnet. Diese deutsche Variante unterscheidet sich deutlich von den klassischen französischen Croques. Wesentliche Unterschiede in der Zubereitung sind das Überbacken der unteren Baguettehälfte mitsamt den Zutaten, während der französische Croque mit Weißbrotscheiben zubereitet wird, sowie die Verfeinerung mit verschiedenen Saucen und Salat. Die deutsche Variante des Croque wird meist in sogenannten Croqueläden, wo auch Crêpes und andere Speisen zubereitet werden, angeboten. 

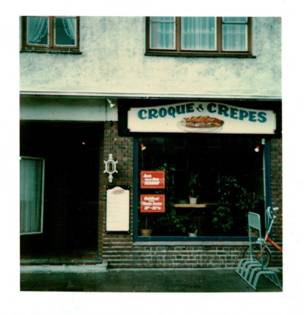
Außenansicht des ersten deutschen Croqueladens in Hamburg-Bramfeld

Der deutsche Croque soll 1975 in Hamburg erfunden worden sein. Die Freunde Gerda und Rudi Scheichel und Matthias und Ilona Hagenow wollten das Speisenangebot ihrer Studentenkneipe Tobac in Hamburg-Barmbek vergrößern. Inspiriert durch einen gemeinsamen Frankreichurlaub entstand so der norddeutsche Croque, zunächst in vier Modellen: Croque Madame (mit Tomaten und Käse), Croque Schinken (mit Schinken, Tomaten und Käse), Croque Salami (mit Salami, Gewürzgurken und Käse) und Croque Frikadelle (mit Frikadellen, Tomaten, Käse, Ketchup und Senf). Die erste Version war schnell so beliebt, dass die meisten Gäste nur noch zum Croque-Essen kamen. Um den Betrieb der Musikkneipe weiter zu ermöglichen, eröffneten die vier Erfinder 1977 den ersten Croque-Laden in der Bramfelder Chaussee in Hamburg.